# Gaoua
Gaoua ist eine Stadt und eine Departement im westafrikanischen Staat Burkina Faso, die jeweils dasselbe Gebiet umfassen.
Gaoua ist die Hauptstadt der Region Sud-Ouest und der Provinz Poni. Sie hat inklusive der zum Gebiet der commune urbaine gehörenden 56 Dörfer 52.090 Einwohner, als alleinstehende und in acht Sektoren gegliederte Siedlung 18.496. Gaoua liegt am Volta-Nebenfluss Poni.
Die Lobi sind die vorherrschende Ethnie in Gaoua und leben hauptsächlich von der Landwirtschaft. In der Stadt befindet sich das Musée des civilisations du sud-ouest.

## Persönlichkeiten
- Idrissa Traoré (1943–2023), Trainer der burkinischen Fußballnationalmannschaft
- Thomas Sankara (1949–1987), Präsident von Obervolta und Burkina Faso, in Gaoua aufgewachsen